# チャールズ・B・マクベイ3世
チャールズ・バトラー・マクベイ3世 (Charles Butler McVay III, 1898年7月30日 - 1968年11月6日)は、アメリカ合衆国の海軍軍人。海軍少将。
太平洋戦争末期に撃沈された重巡洋艦インディアナポリス(USS Indianapolis, CA-35)の艦長として、その沈没の責任を問われ自殺した。関係者の努力によって2000年に連邦議会で名誉回復された。

## 生い立ちと経歴
チャールズ・バトラー・マクベイ3世は1898年7月30日にペンシルベニア州エフラタの海軍軍人一家に生まれる。父親のチャールズ・バトラー・マクベイ・ジュニアはグレート・ホワイト・フリートの世界巡航時、テンダー、ヤンクトン(w:USS Yankton)の艦長を務め、第一次世界大戦では海軍大将に昇進、その後1930年代にはアジア艦隊の最高司令官を務めた。
マクベイ3世は合衆国海軍兵学校の1920年度卒業生であった。1944年11月にインディアナポリス艦長に着任するが、その前にはワシントンD.C.の統合参謀本部の共同情報委員会の議長であった。第二次世界大戦の前半には戦闘における功績で銀星章を受章している。
マクベイ3世大佐はインディアナポリスを指揮し、1945年春には硫黄島の戦い、沖縄への艦砲射撃など様々な戦闘に参加した。3月31日にインディアナポリスは7機の特攻機を撃墜したが、敵機の攻撃により船体を損傷し13名の死者を含む多数の負傷者を生じた。インディアナポリスは修復のためカリフォルニア州メア・アイランドに帰還した。

## 秘密任務と沈没
その後インディアナポリスは広島、長崎に投下されることになる原子爆弾に使用される部品及び核物質をテニアン島へ運搬する任務に従事する。最重要機密である貨物を運搬した後、インディアナポリスはレイテ島に向かう途中であった。
1945年7月30日の00:15、北緯12度2分 東経134度48分 / 北緯12.033度 東経134.800度の海域で日本海軍の伊号第五十八潜水艦（潜水艦長橋本以行少佐）によりインディアナポリスは雷撃を受ける。3発の魚雷（米軍の記録では2発）が右舷前方に命中、特に2発目が艦内第二砲塔下部弾薬庫の主砲弾を命中と同時に誘爆させ、同艦は夜空に大きく火柱を吹き上げると、艦前半部を海に突っ込みながら暫く浮いていたが、12分後に転覆、沈没した。

## 遅れた救助
1,196名の乗組員の内およそ300名が攻撃によって艦上で死亡した。インディアナポリスは、その極秘任務のために艦船位置表示システムから外されており、付近の艦船に沈没の情報が伝わらなかったため、900名近い残りの乗組員は5日後に救助が完了するまで救命艇も無いまま海面に浮かぶこととなった。
沈没後、マクベイ大佐は救助されるが、後で本国において、
1、魚雷の回避に有効といわれるジグザグ航行を怠った罪
2、退艦命令を出す時期を逸した罪
の2点で軍法会議にかけられる。戦後、インディアナポリス撃沈時の伊号第五八潜水艦の艦長だった橋本以行中佐（1945年9月5日進級）はこの軍法会議の為にアメリカまで呼ばれるが、橋本は「あの位置関係ならばジグザグ航行をしていても撃沈できた」と予備審問で証言をした。しかし、橋本中佐は軍法会議の審問でこの証言をさせてもらえないまま、日本に帰国することになった。
アメリカは第二次大戦で多数の艦艇を喪失したが、艦の喪失により軍法会議にかけられた艦長は彼一人だけである。結果、第2の罪状について無罪、第1の罪状について有罪とされたが、海軍作戦部長チェスター・ニミッツ元帥ら上級幹部が寛大な処置をするようジェームズ・フォレスタル海軍長官に勧告、フォレスタルはこの勧告を承認し、1946年2月23日にニミッツ作戦部長により、判決を撤回し逮捕を中止し現役に戻すという記者会見が行われ、マクベイは無罪となった。1949年に51歳で退役、少将に昇進した。しかし、インディアナポリス元乗組員の生存者はマクベイを擁護した一方、死亡した元乗組員の遺族たちに後々も責め立てられ、コネチカット州リッチフィールドの自宅にてピストル自殺した。
軍法会議から50年後、当時12歳の男子学生であったハンター・スコットは映画『ジョーズ』でこの事件を初めて知り、詳しくこの事件を調べ始めた。その後、ハンター・スコットの調査やインディアナポリス生存者の努力により、生存者救出が遅れた原因が、当時の海軍上層部がインディアナポリスの位置情報をきちんと管理できなかったことが大きな理由であり、そのことを隠すために彼に罪をなすりつけた可能性が高いことが判明した。橋本が予備審問の際にマクベイ大佐を擁護する内容を証言していたが、本審問ではカットされているという事実も判明し問題とされた。このことからマクベイ大佐の名誉回復運動に広まり、米国国会にて彼の汚名を返上する決議が採択され、アメリカ合衆国大統領ビル・クリントンも「インディアナポリス沈没の責任において、マクベイ大佐は無罪である」とする書面に10月30日にサインを行った。しかし、マクベイの名誉回復に奔走していた橋本中佐はその5日前（10月25日）に死去しており、知らせを聞くことはできなかった。
2016年、インディアナポリス沈没を描いた映画『パシフィック・ウォー』がマリオ・ヴァン・ピーブルズ監督で制作され、ニコラス・ケイジがマクベイを演じた。